# Julien Durand
Pour les articles homonymes, voir Durand.
Julien Durand est un homme politique français né le 25 mai 1874 à Naples (Italie) et décédé le 10 septembre 1973 à Paris.

## Biographie
Après des études secondaires à Besançon, puis Brest, Julien Durand fait son droit à Dijon, puis devient avocat à Besançon, à partir de 1900.
Il commence sa carrière politique comme conseiller municipal et premier adjoint au maire radical de Besançon, Alexandre Grosjean, de 1908 à 1912.
Mobilisé en 1914, il participe à la première guerre mondiale comme officier, et en sort décoré de la Croix de Guerre.
Candidat sur la liste radicale menée par Adolphe Girod lors des élections législatives de 1919, il n'est pas élu, mais retrouve ensuite son siège au conseil municipal, avant d'entrer en 1922 au conseil général du Doubs.
Deuxième sur la liste radicale en 1924, qui emporte trois sièges, il entre au Palais-Bourbon où il est un député actif. À partir de 1926, il est président de la commission du commerce et de l'industrie.
Réélu député en 1928, il continue d'intervenir principalement sur les questions commerciales, et acquiert une certaine notoriété à la Chambre, ce qui lui vaut d'être nommé Ministre des Postes dans le gouvernement Chautemps, en février 1930. Mais celui-ci chute rapidement, et Durand n'est pas reconduit dans le gouvernement suivant.
Redevenu président de la commission du commerce et de l'industrie, il est réélu député en 1932 et, dans la foulée, obtient le portefeuille de ministre du Commerce et de l'industrie dans le gouvernement Herriot, et maintenu dans le gouvernement Paul-Boncour, jusqu'à sa chute en janvier 1933.
En 1936, il perd son siège de député face au candidat de droite Louis Biétrix. Il est alors nommé conseiller à la Cour d'appel de Paris, où il poursuit sa carrière jusqu'à sa retraite, en 1941.

## Mandats
- Député radical du Doubs de 1924 à 1936
- Ministre des Postes, Télégraphes et Téléphones du 21 février au 2 mars 1930 dans le gouvernement Camille Chautemps (1)
- Ministre du Commerce et de l'Industrie du 3 juin 1932 au 31 janvier 1933 dans les gouvernements Édouard Herriot (3) et Joseph Paul-Boncour

## Sources
- « Julien Durand », dans le Dictionnaire des parlementaires français (1889-1940), sous la direction de Jean Jolly, PUF, 1960 [détail de l’édition]